# Семенкова, Татьяна Георгиевна
Татья́на Гео́ргиевна Семенко́ва (12 сентября 1929 — 25 апреля 2022) — доктор экономических наук, профессор, заслуженный деятель науки РФ (1996), академик Международной Академии Наук Евразии, лауреат Международного фонда им. Кондратьева (за работу «Денежные реформы России XIX в.», СПб., 1992), профессор Финансового университета при Правительстве РФ (кафедра «Экономическая теория»)..

## Биография
Окончила Московский финансовый институт (1947—1952). Жена учёного — Владимира Никаноровича Семенкова (1922—2002).
Область научных интересов — всемирная история мысли, роль инфраструктуры и услуг в развитии экономики, философия экономической науки, социально-институциональное направление и его место в мировой экономической мысли, неоинституционализм. Отдельной областью интересов Т. Г. Семенковой выступала история экономической мысли в России, а также изучение роли женщины в обществе и, в частности, жизнеописание русских царевен и цариц до 1796 года.
В числе наград имела медаль «Ветеран труда».
Скончалась 25 апреля 2022 года.

### В воспоминаниях коллег
В наши студенческие годы в институте устраивали великолепные вечера с танцами, которые проходили в спортзале, аудиториях 37-й и 50-й. На эти вечера, кстати, приходили многие преподаватели. Никогда не забудется, как прекрасно вальсировали галантный профессор А. Л. Реуэль и красавица Т. Г. Семенкова (если бы тогда проводились конкурсы «Мисс МФИ», то она была бы вне конкуренции)".— В. С. Бард

## Публикации
- Роль П. Л. Лаврова в развитии русской социально-экономической мысли : диссертация на соискание степени доктора экономических наук : 08.00.02. — Москва, 1982. — 465 с

### Монографии
- Экономические взгляды П. Л. Лаврова / Т. Г. Семенкова. — М. : Высшая школа, 1980. — 133 с
- Денежные реформы России в XIX веке [Текст] : монография / Т. Г. Семенкова, А. В. Семенков. — СПб: Изд. фирма «Марафон», 1992. — 143 с. : ил. — ISBN 5-86528-008-2
- История русской экономической мысли : учеб. пособие / Т. Г. Семенкова, О. В. Карамова. — Москва : [б. и.].
  - Ч. 3 : Экономическая мысль России XIX века / О. В. Карамова, Т. Г. Семенкова. — 1999. — 154 с. — ISBN 5-7942-0137-1
- Социально-экономические условия перехода к инновационному типу развития в России / [Косихина О. А., Карамова О. В., Семенкова Т. Г. и др.]; под ред. Николаевой И. П. — Москва : Дашков и Ко, 2010. — 166, [1] с. : диагр. ; 21 см. — 1000 экз. — ISBN 978-5-394-01151-1
- Особенности становления и характерные черты «Русской школы» экономической мысли / Т. Г. Семенкова. — М: Институт экономики РАН, 2000

### Научные статьи
- Высшее образование для женщин в России XIX века (страницы истории) // Вестник Финансовой академии, 1998, № 1
- Ковалевская Софья Васильевна и Ковалевский Максим Максимович. Жизнь и наука. / Т. Г. Семенкова // Вестник Финансовой академии, 2000, № 2
- Финансовые инновации в России в XVIII В. и решение проблемы — что считать доходом, и что взяткой? / Т. Г. Семенкова // Вестник ЮУрГУ, № 22, 2012
- Становление министерства финансов России и его инновации в первой половине XIX в. / Т. Г. Семенкова // Экономические науки. — 2013. — № 03. — С. 143—146.
- Место истории в экономической науке и в высшем образовании / Т. Г. Семенкова // Научный альманах, № 1 (1) 2014

### Научно-популярные публикации
- Русские царицы и царевны : очерки о власти, деньгах и любви / Т. Г. Семенкова, О. В. Карамова. — Москва : Алес, 2001. — 200 с. — ISBN 5-89047-011-6
- Древняя Русь и Франция в XI веке. Судьба русской царевны Анны Ярославны // Наука и жизнь. — М., 2004. — № 5. — ISSN 0028-1263.